# Аланна Мастерсон
Аланна Мастерсон (англ. Alanna Masterson, нар. 27 червня 1988, Нью-Йорк, США) — американська акторка найбільш відома за роллю Тари Чамблер у телесеріалі AMC «Ходячі мерці».

## Біографія
Мастерсон народилася в Нью-Йорку в родині Керол Мастерсон і Джо Рейша, колишнього професійного гравця регбійної ліги лівансько-австралійського походження з «Сідней Рустерз» і «Саут Сідней Реббітохс». Вона є молодшою сестрою свого брата Джордана Мастерсона та двох зведених братів Денні Мастерсона та Крістофера Мастерсона. Через деякий час життя на Лонг-Айленді родина пізніше переїхала до Лос-Анджелеса. Вона виросла поруч і перебувала під впливом своїх старших братів, які обидва знімалися в популярних телешоу наприкінці 1990-х і на початку 2000-х років. Пристрасть Мастерсон до акторської майстерності виникла завдяки тому, що вона проводила багато часу на знімальному майданчику зі своїми братами та спостерігала за процесом зйомок.

## Кар'єра
Мастерсон зіграла Тару Чамблер у телесеріалі AMC «Ходячі мерці», починаючи з четвертого сезону серіал. Мастерсон підвищили до регулярного складу в п'ятому сезоні та додали до головних титрів у сьомому сезоні. Крім того, вона зіграла постійну роль у четвертому сезоні серіалу ABC «Коханки».

## Особисте життя
4 листопада 2015 року у Мастерсона та його тодішнього бойфренда Бріка Стовелла народилася донька Марлоу. У 2021 році Мастерсон вийшла заміж за ресторатора Пола Лонго. 28 червня 2024 року Мастерсон оголосила про свою вагітність в Instagram. Їхній син Віто Форд Лонго народився 13 вересня 2024 року.
Мастерсон та її брати є саєнтологами та відчужені від її батька через практику саєнтології уникати критиків.

## Фільмографія
| Рік       |   | Українська назва                | Оригінальна назва                       | Роль            |
| --------- | - | ------------------------------- | --------------------------------------- | --------------- |
| 1994      | с | Молоді та зухвалі               | The Young and Restless                  | Колін Карлтон   |
| 2001      | с | Однозначно можливо              | Definitely Maybe                        | роль невідома   |
| 2006      | с | Малькольм у центрі уваги        | Malcolm in the Middle                   | Гейді           |
| 2008      | с | Університет                     | Greek                                   | Аланна          |
| 2009      | с | Термінатор: Хроніки Сари Коннор | Terminator: The Sarah Connor Chronicles | Зої Маккартні   |
| 2009      | с | Анатомія Грей                   | Grey's Anatomy                          | Гіларі Бойд     |
| 2010      | с | Перший день                     | First Day                               | Еббі            |
| 2011      | ф | Персик Слива Груша              | Peach Plum Pear                         | Белла Гатчінс   |
| 2012      | с | Припаркуйся                     | Park It Up                              | Бренда          |
| 2013—2019 | с | Ходячі мерці                    | The Walking Dead                        | Тара Чемблер    |
| 2014      | с | Чоловіки за роботою             | Men at Work                             | Хіпстер         |
| 2014—2019 | с | Talking Dead                    | Talking Dead                            | Грала саму себе |
| 2016      | с | Коханки                         | Mistresses                              | Лідія           |
| 2018      | ф | Боїться                         | Afraid                                  | Аланна Медоуз   |
| 2018      | с | Юна                             | Younger                                 | Кіара Джонсон   |
| 2022      | с | Грабь награбоване: Спокута      | Leverage: Redemption                    | Кіра Саймон     |